# Roestelia pourthiaeae
Roestelia pourthiaeae är en svampart som först beskrevs av Syd. & P. Syd., och fick sitt nu gällande namn av Kingo Miyabe 1973. Roestelia pourthiaeae ingår i släktet Roestelia och familjen Pucciniaceae.   Inga underarter finns listade i Catalogue of Life.